# جناس افزایشی
جناس افزایشی در آرایه‌های ادبی از انواع جناس است که در آن، ارکان جناس از نظر تعداد حروف یا صامت با یکدیگر متفاوتند. به عبارتی یک حرف به آغاز، میان یا پایان یکی از ارکان افزوده می‌شود.

## انواع
در جناس افزایشی
- اگر یک حرف به آغاز یکی از ارکان افزوده شود جناس مطرّف، مردوف، مزید یا مختلف‌الاول است مانند «تاب و عتاب»، «کار و پیکار».[۱]
- اگر یک حرف به وسط یکی از ارکان افزوده شود جناس زاید، وسط، مکتنف، یا مختلف‌الوسط است مانند «کف و کنف» و «نرد و نبرد».[۱]
- و اگر یک حرف به پایان یکی از ارکان افزوده شود، آن جناس مذیل یا مختلف‌الآخر است، مانند «سوا و سوانح».[۱]